# Anicet ou le panorama, roman
Pour les articles homonymes, voir Anicet.
Anicet ou le panorama, roman est le premier roman publié de l'écrivain français Louis Aragon paru aux éditions de la Nouvelle Revue Française en 1921. Ses deux premiers chapitres sont d'abord publiés en septembre 1921 dans la revue de la N.R.F. sous le titre de Toutes choses égales ailleurs, avant la publication du roman dans son intégralité en mars de la même année.

## Genèse du roman

### Rencontre avec Breton
À l’origine d’Anicet, il y a une rencontre. Alors étudiant en médecine, Louis Aragon est affecté au Val-De-Grâce en 1917 où il rencontre André Breton, son voisin de chambrée avec qui il se lie rapidement d’amitié. Les deux hommes ont en commun un goût prononcé pour Arthur Rimbaud, Lautréamont, et quelques autres auteurs tels que Stéphane Mallarmé et Alfred Jarry. Faisant de Lautréamont leur guide spirituel, les deux hommes, selon Daniel Bougnoux, « lisent à tue-tête l'édition des Chants de Maldoror prêtée par Soupault ».
Intellectuellement proche du mouvement Dada, et probablement influencés par le célèbre Manifeste Dada 1918 de Tristan Tzara, ils vont monter une revue avec Philippe Soupault, Littérature, dont le premier numéro paraît en février 1919. À travers ces rencontres et ces prises de positions sur la scène littéraire, c’est un nouveau mouvement qui commence à naître et à se préciser : le surréalisme. Or Anicet ou le Panorama, roman, a justement comme cadre narratif l’émergence de ce nouveau groupe.

### Date d'écriture et première édition
Selon les dires de l’auteur lui-même, les premiers chapitres du roman auraient été écrits « devant le Chemin des Dames en septembre 1918 ». Le reste de la rédaction se serait ensuite poursuivi jusqu’en mars 1920, date à laquelle André Gide reçoit le manuscrit du roman, manuscrit pour lequel il se montre enthousiaste, et qu’il transmet à Gallimard et à Jacques Rivière afin de le faire publier.

### Anicet et la guerre
Bien qu’écrit pendant et après la grande guerre de 14-18, cette dernière est la grande absente du roman. Ne pas la nommer était, selon Aragon, encore la meilleure façon de la contrer :
« J’étais de ceux qui croyaient […] que pour lutter contre la guerre il ne fallait pas la nommer. La nommer c’était lui faire de la réclame […] J’ai beaucoup dit qu’Anicet avait écrit en 1919, ce qui est vrai pour sa plus grande partie. Mais les deux premiers chapitres ont été écrits en 1918, pendant l’été 18, alors que j’étais au Chemin des Dames. C’est une espèce de défi à la guerre que dans le cœur même de la guerre, écrire comme si elle était déjà finie ».

## Résumé du texte
Anicet ou le Panorama, roman, est composé de quinze chapitres titrés.
L’histoire commence avec les péripéties d’un jeune homme, Anicet, qui se découvre être poète, et qui est dès lors envoyé par sa famille en voyage. Dans une auberge, il rencontre Arthur, un personnage qui ressemble beaucoup à Arthur Rimbaud, qui lui fait un récit de sa vie. Sans chambre pour dormir, Anicet trouve gracieusement asile auprès d’une dame, grande, belle et brune, répondant au nom de Mirabelle. Elle propose au jeune Anicet de rejoindre sa confrérie d’admirateurs, alors au nombre de sept, et se présentant un à un dans la chambre, tous masqués et porteurs d’un présent pour la dame.
Dès lors, ne vivant plus que pour Mirabelle, Anicet veut la conquérir à tout prix alors qu'elle se marie avec le milliardaire Pedro Gonzalès. Loin d’abandonner, il demeure à ses côtés et patiente. Ainsi, quand le physicien Omne – un des admirateurs, entre armé d’un couteau pour la capturer, Anicet le tue plus ou moins malgré lui. Puis, sur les ordres de Mirabelle, il rejoint une bande de voleurs avant d’être poussé à l’assassinat de Pedro Gonzalès. Mais l’entreprise est un échec, l’homme se suicidant devant lui avant qu’il ne puisse faire quoi que ce soit. Anicet n’en est pas moins jugé et condamné pour ce crime qu’il n’a pas commis lors d’un procès où la vérité ne se fera pas.

## Un roman à clefs

### Un roman à clefs
Aragon a écrit quatre textes « clefs » autour de ce roman afin de rendre compte de la genèse de l’écriture, de l’intention, ainsi que de l’identité des personnages du roman dont la plupart sont inspirés de personnes réelles. Seulement, ces différentes clefs fournissent des informations contradictoires. Ainsi, revenant en 1964 sur la « clef » écrite en 1930, l’auteur qualifie lui-même ce texte de « véritable tissu de mensonges », s’en justifiant de la façon suivante : « La clef, la fausse clef, j’avais sans doute besoin des quatre sous qu’elle me fut payée ».
Cependant, les indications concernant l’identité des personnages masquées ne changent pas. On peut ainsi reconnaître Cocteau derrière Ange Miracle, Max Jacob derrière Jean Chipre, Paul Valéry derrière le professeur Omne, Charlie Chaplin derrière Pol, André Breton derrière Baptiste Ajamais et enfin Picasso derrière Bleu dont le nom fait référence à la période bleue du peintre. Quant à Mirabelle, à qui tous font la cour, c’est « essentiellement un concept » qui se cache derrière le personnage : la beauté moderne.
« On ne manquera pas de remarquer qu’Anicet, même avec sa clef, est tout le contraire de la peinture d’après nature. Les ressemblances avec des personnages connus n’y sont point fortuites, mais elles sont les appeaux d’un piège à alouettes, où le miroir éblouit. Il s’agissait pour l’auteur, non de mettre en scène Picasso ou Chaplin, mais de se servir d’eux comme d’un lieu commun, pour exprimer des choses peu communes ».
Il faut ainsi faire attention à ne pas voir uniquement dans Anicet une identification des protagonistes aux êtres réels. Il en fait, selon Philippe Forest : « des symboles, de pures marionnettes convoquées dans le guignol de ses idées ». La clef est donc « ce à partir de quoi s'autorise librement le jeu débridé de la fiction ». Ainsi Philippe Forest écrit « Qu'Ajamais, Miracle, James, Omme, Gonzalès se nomment en vérité Breton, Cocteau, Vaché, Jarry ou Rosenberg, n'importe somme tout que secondairement. Ce qui compte davantage est la façon dont, pris dans l'économie mobile et vertigineuse du récit, ils se révèlent les doubles successifs et simultanés du héros ».
Ces sortes de personnages hybrides entre réalité et fiction, Aragon n'est pas le seul à les invoquer : ce sera également le cas d'Apollinaire, avec La femme assise publié de façon posthume, empruntant aux chroniques de La vie anecdotique du Mercure de France. Plus tard, une déclaration de Breton marque une vraie dissension entre leurs deux considérations du roman à clés: « Je persiste à réclamer les noms, à ne m'intéresser qu'aux livres qu'on laisse battants comme des portes, et desquels on n'a pas à chercher la clé ».

### La clef de l'amour
Une autre clef présente dans le roman, peut-être la véritable clef de cette œuvre, serait plutôt à chercher du côté d’Arthur Rimbaud qui ouvre ce bal de poètes courtisans. Dans les Illuminations, Rimbaud écrivait : « Je suis un inventeur bien autrement méritant que tous ceux qui m'ont précédé ; un musicien même, qui ai trouvé quelque chose comme la clef de l'amour. ».
Une place toute particulière est accordée à l’expérience amoureuse dans Anicet. L’amour est le moteur principal de l’intrigue du roman : c’est lui qui anime les personnages (les sept masques gravitant amoureusement autour de Mirabelle). Selon Adrien Cavallaro, dans Anicet, « l’expérience amoureuse, [...] révèle une oscillation entre abandon à l’autre et réflexe de pudeur, besoin de solitude, par peur d’être démasqué », d’où peut-être, ce jeu de masques qui se cachent et se dévoilent dans cette folle ronde autour de Mirabelle.

## Analyse du roman

### Analyse stylistique
Dans Anicet, Aragon joue avec les anciens modèles syntaxiques, et avant tout la période. Ainsi, au début du chapitre « La carte du monde », il réactive le thème de l’Antiquité, invoquant Virgile puis Hercule pour introduire une période cicéronienne : « Comme il mettait sa tête de biais en clignant des yeux ainsi que quelqu'un qui va citer Virgile, / une masse le bouscula, sépara les deux interlocuteurs sans songer à s'en excuser, rompit le fil de leurs pensées, obnubila leur attention, / et, rapidement, se réduisit là-bas, près du buffet, à un gros homme trop brun, en veston trop clair, le cou pris dans une cravate de dentiste. » Cette phrase séparée en trois parties présente une cadence majeur qui s’achève sur un portrait caricatural. C’est que le style d’Aragon, comme en témoigne le manuscrit conservé à la bibliothèque Jacques Doucet, s’inscrit dans une écriture du continu, presque sans rature et qui tient à se présenter comme telle. Cependant, le narrateur doit revenir sur ce qu’il a précédemment dit, ce qui engendre des décalages entre les différentes parties de la narration. De plus, la période et son rythme reconnaissable, estampillés Ancien Régime et classicisme, doivent être cassés. Si d’une part Aragon démontre sa maîtrise des codes syntaxiques, de l’autre il n’hésite pas à les remettre en question. Aussi fait-il suivre la période en question du mot « ça » (« ça, c’est invraisemblable »), avec tout ce que le pronom anaphorique contient d’oralisation. Le « ça » peut également, dans une perspective méta-réflexive, faire référence à la période elle-même, au style noble dont l’écrivain veut se défaire, le qualifiant d’ « invraisemblable ». L’écriture du romancier, en se distanciant des modèles anciens, est comme une main qui se regarde écrire. 
A la place du style daté, Aragon donne à ses phrases une esthétique nouvelle, moderne, comme le « courant d’air brutal » qui enlève le billet des mains d’Anicet, inspirée du nouveau souffle que veulent incarner en art le surréalisme et le dadaïsme. L’auteur travaille avant tout l’espace, en accord avec les avancées picturales de son temps. La disproportion, le surgissement des formes caractérisent cette esthétique nouvelle, rappelant une certaine forme de sublime romantique esquissée par Friedrich dans « La mer de glace », qui place le surgissement tragique du paysage devant le sujet du tableau. Les personnages passent ainsi au second plan, objectivés pour servir des formes qui passent au premier plan : « À travers les vitres on vit tournoyer la bande comme un essaim de mouches. On la vit osciller, courir, revenir puis s'éloigner si bien que la perspective permit de croire quelle montait en zigzag sur la façade des maisons. » Dans cette dernière phrase, la succession de verbes à l’infinitif mime la rapidité du zigzag. Il n’est pas jusqu’à la description de Mire dans sa chambre qui ne révèle cette prévalence de l’aspect visuel sur la caractérisation des sujets. Aussi Mirabelle et Anicet, au début du chapitre « Mirabelle ou le dialogue interrompu », sont-ils réduits à de simples odeurs, Mire et anis, alors que le miroir, l’espace de la chambre, investissent entièrement le texte, à travers des compléments circonstanciels de lieu : « de l'autre côté de l'Océan Pacifique, redoutable espace de laine moutonnante, tapis pentagonal qui escaladait obliquement la pièce des pieds du jeune homme à ceux de l'infidèle » ; « là-bas, au-delà des murs et des mers. » Comme précédemment, l'image coïncide par mimétisme avec le style, les jeux de sonorité mettant en valeur la langue. 
Mais Aragon utilise également son style comme un outil pour transcrire le réel, parfois de manière satirique. Toujours dans un souci de modernité, il n'hésite pas à recourir à la technique du collage pour vider les mots de leur substance dans la suite de « La carte du monde". En effet, le dialogue se compose d'une suite de paroles entendues dans le salon, structuré par la logique du coq-à-l'âne, à l'image des collages de Max Ernst, assemblant des images pour former des tableaux représentant des êtres hybrides, au sens monstrueux. Les phrases se répondent les uns aux autres, dans un jeu sur le niveau de sens des mots : 
«— [...] J'ai une mauvaise circulation.
— Il n'y a plus moyen de circuler dans Paris. »
Aragon reproduit les discours mondains, à travers des phrases qui prennent souvent des allures dramatique (« c'est la révolution »), mais qui surtout relèvent de banalités et qui, privées de leur contexte, ressemblent à des lieux commun dominés par des préoccupations bourgeoises. C'est en détournant les discours que l'auteur met au jour leur vacuité. Il en est ainsi du discours sur « Monsieur de Poutre », au nom éloquent si l'on se réfère au dicton associé, qui se contente d'aligner les noms propres tout en condamnant par l'aposiopèse les noms des personnes de peu d'importance comme une actrice. 
En somme, Aragon dans Anicet met au point une écriture du flux, sauf en ce qui concerne les portraits à clefs, passages raturés du manuscrits, qui contraint le narrateur à revenir sur ce qu'il a dit, à se regarder écrire, tout en se fixant pour objectif la création d'une esthétique stylistique nouvelle. Celle-ci n'accepte la période que pour la renvoyer à son artificialité et place l'espace, le mouvement et les formes au centre de son effort. Les phrases, souvent longues, représentent le monde de manière visuelle, par mimétisme syntaxique, par le collage ou le renouvellement de l'esthétique du sublime. Au cœur de cet effort se niche l'idéal d'un style libérateur, neuf, capable de confronter les anciens modèles à leur manque de pertinence pour décrire un réel nouveau.

### Un roman hybride
Tantôt qualifié de roman de formation, tantôt de roman policier (quête et conquête selon Forest, roman policier selon Katerine Gosselin et Olivier Parenteau), de roman psychologique et tantôt de livre d'artiste, Aragon joue avec les genres romanesques. Les grands passages esthétiques, situés généralement au début des chapitres, en sont pour beaucoup dans la qualification de cette œuvre de roman d'art et d'artiste. Ainsi, Aragon parle dans sa préface des répétitions comme des reprises de thèmes similaires aux couleurs d’une même palette.
En même temps, l'intrigue est tout à fait invraisemblable, proche du projet d'un conte. On a d'ailleurs beaucoup rapproché Anicet de Candide de Voltaire.
Le charme de Mirabelle est érigé en mythe, et l'atmosphère, après les premiers chapitres centrés sur le court voyage d'Anicet, devient plus mystérieuse, tandis que le héros s’enferme progressivement dans une course à la mort, absurde et tragique, course de celui qui s'est dévoué tout entier à une cause : Mirabelle, la beauté moderne.
Dans la postface à l'édition des Communistes réécrits dans les ORC, Aragon déclare « Quand il s'agit de la création, dans le roman, puisque c'est du roman que nous parlons, tout comme ailleurs, à la définition, aux limites, il faut substituer le principe d'invention, de la perpétuelle ouverture ».
Plus qu’un roman, l’œuvre est un panorama. Elle montre au grand jour, sous des masques mis en abîmes comment se déroule la vie intellectuelle d’une époque. Cependant, roman dadaïste ou pré-surréaliste, Anicet entretient des rapports complexes avec la notion de réalisme. Loin de présenter une histoire littéraire objective, Aragon propose plutôt une mythologie personnelle, l’humour et les songes venant ouvrir la lecture du monde et de la réalité à une sur-réalité. En ce sens, selon l’analyse qu’en fait Aurélie Piquart, « l’humour surréaliste, lié à l’humour noir, tourne en dérision le monde et le langage et participe de l’avènement d’un rapport surréel de la conscience moderne ».

### Arthur et Anicet ou Rimbaud et Aragon
De même que Lautréamont, Arthur Rimbaud a une place essentielle dans le roman. Déjà, à l'aube de la publication, André Breton utilise cette figure tutélaire de Rimbaud pour qualifier Tzara. D’ailleurs, Aragon met une citation de Tzara en exergue d'Anicet : « L'absence de système est encore un système, mais le plus sympathique ».
Le roman débute avec la rencontre, dans une auberge, d’Anicet et d’Arthur. Faire apparaître le poète mythique au seuil de ce roman, c’est lui rendre un grand hommage. Ainsi le personnage de Mirabelle, qui incarne la beauté moderne, peut être considérée comme issue de Rimbaud.
Selon Adrien Cavallaro, Aragon aurait eu connaissance de la grande étude réalisée par Jacques Rivière et publiée en juillet 1914 dans la N.R.F. sur Arthur Rimbaud. Aragon ayant une autre vision du célèbre poète, le premier chapitre d’Anicet peut être lu comme une réponse à l’étude de Rivière. Aragon fait de Rimbaud un véritable inventeur en explorant à travers le récit du personnage d’Arthur l’ensemble des mythes rimbaldiens : mythe littéraire, mythe catholique et mythe anti-bourgeois. Tandis que Rivière marquait la césure entre Rimbaud poète et Rimbaud commerçant, Aragon construit à travers Arthur une figure qui marque une continuité entre les deux aspects de cette vie chaotique. Par ce mécanisme, ce sont des considérations d’ordre philosophique relatives à la connaissance qui entrent en jeu : « La proximité de l’inventeur et du poète ouvre alors à une investigation de la connaissance philosophique dans ce qu’elle aurait de commun avec la connaissance poétique ». En s’affranchissant des formes a priori de la sensibilité, l’espace et le temps, le personnage d’Arthur met en œuvre un certain impératif kantien.
On peut trouver dans ces dernières considérations un point de vue esthétique fort partagé par Aragon. Dès ce premier roman, nous ne sommes pas si loin du recueil de nouvelles Le Mentir-Vrai qui sera publié près de 60 ans plus tard, et qui entretient des rapports complexes avec la réalité, la façon de la dépeindre, et donc à la notion de réalisme. Ainsi, que ce soit chez Rimbaud ou chez Aragon, « Si le décor parisien est " démembré ", s’il subit l’effet d’une " dispersion ", s’il prend l’allure d’un " chaos ", ces phénomènes n’ont toutefois plus rien de " mystérieux ". Le seul agent de ces métamorphoses est l’esprit du poète, inventeur engagé dans un " beau jeu de constructions " ».

### L'image cinématographique
L’influence cinématographique est notable dans l’esthétique d'Anicet. Au point de vue formel, l’image se projette comme sur un écran donnant à voir le mouvement d’une caméra. On devine un travail de transposition d’un art à un autre permettant une accentuation du visuel. Ainsi les images décrites sont à associer à des techniques cinématographiques comme le découpage, le fondu enchaîné ou encore le gros plan particulièrement visible dans la scène du mariage de Mirabelle et Pedro Gonzales. Les thématiques de la filature et de la course poursuite présentes dans les films policiers sont également perceptibles. Ce jeu mis en place autour des sensations visuelles justifie en partie le choix du mot « panorama » dans le titre. Si ce mot s’accouple « par consonance au mot " roman " », il s’associe également, au-delà de tout choix stylistique, au panning, cette technique de cinéma dérivant de la notion de panorama.

### Le mentir-vrai
Bien qu’Aragon n’ait pas encore théorisé cette notion, le mentir-vrai semble déjà présent dans le roman. Ainsi, l’auteur ne fait-il pas une chronique de son temps, mais en livre sa propre perception, comme une mythologie personnelle qu’il aurait de son époque. Le discours d’Anicet à Arthur au chapitre II témoigne de cette perception :
« Il eût été très simple et bien plus démonstratif de vous soumettre dans cet exposé à la règle des trois unités, qui présente l’avantage de réduire au minimum l’importance des concepts humains et de permettre une clarté narrative qu’on n’atteindrait pas sans elle. » et ensuite : « N’objectez pas que vous auriez altéré la réalité, je sais que cela vous indiffère, et si vous y voulez réfléchir, vous conviendrez que cela n’eût rien changé à la portée de votre récit, mais aurait conféré à celui-ci la composition et la pureté qui lui manquent ».
Ce qui compte n’est pas tant la vérité du récit que la vérité du discours, c’est-à-dire l’intentionnalité. La vérité du discours en ce qu’elle serait l’adéquation entre la forme et l’intentionnalité du propos et non pas la vérité des faits.